# Shamsul Islam Khan
Shamsul Islam Khan (* 9. März 1978 in Quetta) ist ein ehemaliger pakistanischer Squashspieler.

## Karriere
Shamsul Islam Khan begann seine Karriere 1997 und gewann drei Titel auf der PSA World Tour. Er war bis 2009 aktiv und spielte bis 2012 noch vereinzelt Turniere. Seine höchste Platzierung in der Weltrangliste war Rang 39 im Oktober 2005. Mit der pakistanischen Nationalmannschaft nahm er 2001 an der Weltmeisterschaft teil. Im Einzel stand er 1998, 1999 und 2003 im Hauptfeld der Weltmeisterschaft, sein bestes Abschneiden war das Erreichen der zweiten Runde 1999. Im Jahr 2000 wurde er mit der pakistanischen Mannschaft Vizeasienmeister. Im Einzel erreichte er das Halbfinale. Khan gehörte zum pakistanischen Aufgebot bei den Commonwealth Games 1998 und 2002.

## Erfolge
- Vizeasienmeister mit der Mannschaft: 2000
- Gewonnene PSA-Titel: 3